# Tonga inermis
Tonga inermis är en insektsart som först beskrevs av Stsl 1870.  Tonga inermis ingår i släktet Tonga och familjen sköldstritar. Inga underarter finns listade i Catalogue of Life.